# 瓦任卡河
60°57′34.95″N 34°01′02.11″E / 60.9597083°N 34.0172528°E
瓦任卡河（俄语：Важинка），是俄羅斯的河流，位於該國西部，屬於斯維里河的右支流，流經卡累利阿共和國和列寧格勒州，河道全長123公里，流域面積2,200平方公里。